# Seal Beach
Seal Beach es una ciudad del condado de Orange, California. En el censo del 2000, la población de la ciudad era de 24,157 personas. La ciudad fue incorporada el 25 de octubre de 1915.
Seal Beach está situado en la esquina norte y oeste del condado de Orange. Al noroeste, justo a través del condado de Los Ángeles, colinda con la ciudad de Long Beach y la Bahía de San Pedro. Al Sureste esta el Puerto de Huntington (parte de Huntington Beach) y la comunidad no incorporada de Sunset Beach. Al este se encuentra la ciudad de Westminster y la comunidad de West Garden Grove. Al norte está la comunidad no incorporada de Rossmoor y la ciudad de Los Alamitos.

## Demografía
Según el censo del 2000, habían 24,157 personas, 13,048 hogares, y 5,884 familias residiendo en la ciudad. La densidad poblacional fue de 810.3/km² (2,099.5/mi²). Seal Beach contaba con 14,267 unidades habitacionales con un promedio de densidad de 478.6/km² (1,240.0/mi²). La demografía de la ciudad fue de 88.91% blanca, 1.44% afrodescendiente, 0.30% amerindia, 5.74% asiática, 0.18% polinesios, 1.28% de otras razas y el 2.16% de dos o más razas. Los hispanos o latinos de cualquier raza fueron del 6.43% de la población.
En el 200 habían 13,048 hogares, de la cual el 13.8% tenían hijos viviendo con ellos menores a 18 años, 38.2% estaban casados viviendo juntos, 5.3% eran mujeres divorciadas, y 54.9% eran solteros. 48.8% de los hogares eran individuos y el 34.5% tenían viviendo a alguien mayor de 65 años de edad. El promedio viviendo en un hogar era de 1.83 y el promedio de una familia era de 2.65 personas.